# 瀬戸市立幡山東小学校
瀬戸市立幡山東小学校（せとしりつ はたやまひがししょうがっこう）は、愛知県瀬戸市八幡町にある公立小学校。

## 概要
- 今林町、石田町、大坂町、池田町、矢形町、柳ケ坪町、宝ケ丘町、八幡町、せいれい町、若宮町1-3丁目、海上町、屋戸町、広久手町、山口町、田中町、南山口町、掛下町1・2丁目、上之山町1-3丁目、宮地町、吉野町、大坪町が校区であり、公立中学校の進学先は瀬戸市立幡山中学校である[1][2]。
- 旧・愛知郡幡山村の小学校であった。
- かつての校舎は現在の瀬戸市田中町に存在した。跡地は幡山東保育園及び山口公民館となっている。

## 沿革
- 1873年（明治6年）9月 - 山口村に山口学校が開校する。
- 1887年（明治20年）頃 - 尋常小学菱野学校の分校となる。
- 1889年（明治22年）10月1日 - 町村制により山口村が発足。
- 1892年（明治25年） - 幡野尋常小学校をから分立し、山口尋常小学校となる。
- 1906年（明治39年）5月10日 - 幡野村と山口村が合併し、幡山村が発足。
- 1907年（明治40年） - 幡山東尋常小学校に改称する。
- 1941年（昭和16年）4月1日 - 幡山東国民学校に改称する。
- 1947年（昭和22年）4月1日 - 幡山村立幡山東小学校に改称する。校舎の一部を幡山村立幡山中学校が使用する。
- 1949年（昭和24年）7月 - 幡山中学校の校舎が完成し、幡山東小学校での分散授業が無くなる。
- 1955年（昭和30年）2月11日 - 幡山村が瀬戸市に編入される。同時に瀬戸市立幡山東小学校に改称する。
- 1963年（昭和38年） - 山口公民館を併設する。
- 1974年（昭和49年） - 現在地に新校舎（鉄筋コンクリート造）が完成し、移転する。

## 交通アクセス
- 愛知環状鉄道線山口駅下車、徒歩約12分。
- 瀬戸市コミュニティバス上之山線「八幡」バス停より徒歩約5分。

## 周辺施設
- 聖霊中学校・高等学校
- 瀬戸市立光陵中学校
- 愛知環状鉄道線山口駅